# 王必立
王必立（1945年5月2日—），生於中華民國重慶市，為企業家王惕吾之次子，參與聯合報系經營，曾任《經濟日報》社長兼發行人。

## 生平
王必立之父王惕吾，其兄王必成，其姐王效蘭。1947年，因國共內戰，其父帶其家至台灣台北市，退伍後創立《聯合報》。王必立在高中二年級時，至日本留學，畢業於日本早稻田大學商學系，後至美國俄亥俄州萊特州立大學任研究員。回台灣後，與其兄王必成，一同進入聯合報工作。因為王必成有財經專長，協助其父建立包括美國《世界日報》、泰國《世界日報》與香港《聯合晚報》等新聞媒體，出任中國經濟通訊社、泰國《世界日報》與香港《聯合晚報》等的管理職位。1984年11月15日，以《世界日報》副董事長身份，與其兄王必成，至美國白宮辦公室，晉見美國總統雷根。
其父王惕吾在1993年退休，其兄王必成接任聯合報集團董事長，集團進行第二代接班，王必立主要負責集團內的財務、行政與人事。1977年，出任《經濟日報》發行人。

## 家庭
1969年在美國舊金山結婚，育有一子王文杉，但其後與第一任妻子離婚，之後再娶現任妻子唐衍京。